# Christian Eminger
Christian Eminger (* 21. Oktober 1964 in Baden, Aargau) ist ein österreichischer Radrennfahrer und ehemaliger Eisschnellläufer.

## Werdegang

### Eisschnelllauf
Als Eisschnellläufer repräsentierte Christian Eminger, der Sohn des ebenfalls bei Olympia gestarteten Eisschnellläufers Kurt Eminger, Österreich zwischen 1980 und 1998 bei drei Olympischen Winterspielen (Sarajevo 1984, Calgary 1988 und Lillehammer 1994), 13 Weltmeisterschaften und 14 Europameisterschaften. Bei Weltcuprennen erreichte er einen Sieg (5000 m, Innsbruck), zwei zweite und vier dritte Plätze. Er erzielte einen Weltrekord über 3000 m und gewann zwei Weltmeisterschafts-Medaillen über 5000 m und 10000 m. Weiterhin war er drei Jahre lang Nationaltrainer der Schweiz (2002–2004) und ein Jahr Nationaltrainer Österreichs. Er erzielte 103 Top-Ten-Platzierungen an WM, EM und Weltcups. Die Nichtqualifikation für die Olympischen Winterspiele 1998 führte zu seinem Karriereende als Eisschnellläufer.

### Radsport
Als Radrennfahrer wurde Christian Eminger 1990 Dritter im Straßenrennen der österreichischen Staatsmeisterschaft. Im Jahr 2000 gewann er die Leimentalrundfahrt in der Schweiz. Bei der Tour du Cameroun konnte Eminger eine Etappe gewinnen und wurde Zweiter in der Gesamtwertung. Dadurch belegte er in der Endwertung der UCI Africa Tour 2005 den siebten Rang. Ein Jahr später war er auf einem Teilstück der Tour de la Martinique erfolgreich. 2006 gewann er den Memorial Leo Wirth (Deutschland) und wurde UCI-Masters-Weltmeister. 2007 war er in Deutschland bei der Opfinger Sonnenbergschleife erfolgreich und gewann das Grenzland-Kriterium in Bad Säckingen. Außerdem gewann er die Nationale Amateurwertung der Schweiz und verteidigte seinen im Vorjahr gewonnenen Masters-WM-Titel. Zwischen 2002 und 2007 gewann er sechs Mal in Folge das nationale Elite-Rennen in Schwarzhäusern (Schweiz). Mit 43 Jahren unterschrieb er für das Jahr 2008 einen Vertrag als Kapitän des neu formierten Schweizer Continental-Teams STEG Computer. Im Jahr 2011 gewann er wiederum eine Etappe der Tour du Cameroun.
Christian Eminger lebt in Basel, Schweiz.